# Freital
Freital är den största staden i Landkreis Sächsische Schweiz-Osterzgebirge i Sachsen, Tyskland och har cirka 39 000 invånare. Den kom till 1 oktober 1921 genom sammanslagningen av orterna Deuben, Döhlen och Potschappel. Staden har präglats av stenkols- och stålindustrin. I staden finns även en manufaktur som tillverkar porslin.

## Geografi
Freital ligger sydväst om Dresden i dalen Döhlener Becken. Genom staden rinner floden Weißeritz från sydväst till nordost. Som berömt landmärke ligger Windberg 100 m över dalen (353 meter över havet). Stadens lägsta punkt ligger 195 m ö.h. vid gränsen till Dresden i Plauenschen Grund.
I stadsdelen Hainsberg flyter Rote Weißeritz och Wilde Weißeritz ihop. Övriga vattendrag är Wiederitz, Poisenbach, Vorholzbach, Burgker Bach, Birkigter Bach, Somsdorfer Bach och Weißiger Bach.

### Gränser
Freital gränsar till Gemeinde Bannewitz och Höckendorf; städerna Rabenau, Tharandt und Wilsdruff samt Landeshauptstadt (delstatshuvudstad) Dresden.

### Stadsdelar
Till Freital hör Kleinnaundorf, Pesterwitz, Saalhausen, Somsdorf, Weißig och Wurgwitz.

## Historia
1206 nämndes Freital för första gången i skrift.

## Kultur
I slottet Burgk inrättades ett museum om standens gruvdrifthistoria. Här visas till exempel världens första elektriska gruvbana från 1882. Dessutom finns en samling med konstföremål i slottet.
En fontän vid stationen Freital-Potschappel har en skulptur om en lokal sagofigur.

## Kommunikationer
Den smalspåriga järnvägslinjen Weißeritztalbahn börjar vid stationen Freital-Heinsberg.